# Maschwanden
Maschwanden is een gemeente en plaats in het Zwitserse kanton Zürich, en maakt deel uit van het district Affoltern.
Maschwanden telt 572 inwoners (2007).